# ريغومايل دي لا سايرا
بلدية ريغومايل دي لا سايرا (بالإسبانية: Regumiel de la Sierra)‏, هي إحدى بلديات مقاطعة برغش، التي تقع في منطقة قشتالة وليون، والتي تقع في شمال غرب إسبانيا.
يبلغ عدد سكانها 461 نسمة وفقاً لإحصائية سنة (2002).